# دينا دوبلون
دينا دوبلون (بالإنجليزية: Dina Dublon)‏ (من مواليد 1953) هي محاضرة سابقة في كلية هارفارد للأعمال وعضو حالي في مجالس الإدارة في مايكروسوفت وأكسنتشر وبيبسي كو. كما تعمل أيضًا كأمينة لجامعة كارنيجي ميلون، وفي مجالس إدارة العديد من المنظمات غير الهادفة للربح، بما في ذلك الصندوق العالمي للنساء ولجنة النساء اللاجئات ، حيث تشغل منصب الرئيس المشارك. كانت، من 1998 حتى تقاعدها في عام 2004 ، نائب الرئيس التنفيذي والمدير المالي لشركة JPMorgan Chase.
ولدت دوبلن في البرازيل. وهي حاصلة على درجة البكالوريوس في الاقتصاد والرياضيات من الجامعة العبرية في القدس ودرجة الماجستير من كلية إدارة الأعمال في جامعة كارنيجي ميلون. وهي حائزة على العديد من الجوائز والأوسمة، وأدرجت في قائمة مجلة Fortune لـ «50 امرأة أقوى في الأعمال الأمريكية». كما تلقت المركز الدولي في جائزة التميز في نيويورك.